# Paraleptosphaeroma glynni
Paraleptosphaeroma glynni là một loài chân đều trong họ Sphaeromatidae. Loài này được Buss & Iverson miêu tả khoa học năm 1981.